# فلج عمومی
فلج عمومی (انگلیسی: General paresis of the insane) نوعی اخلال روانی است که در آخرین مرحله بیماری سیفلیس نمایان می شود. این بیماری اولین بار در قرن نوزدهم به عنوان نوعی اختلال مربوط روان‌پزشکی شناخته شد، چرا که بیماران علائم روان‌پریشی دارند.
در واقع فلج عمومی یکی از علائم سیفلیس عصبی است.